# Clibanornis dendrocolaptoides
A Clibanornis dendrocolaptoides a madarak (Aves) osztályának verébalakúak (Passeriformes) rendjébe és a fazekasmadár-félék (Furnariidae) családjába tartozó Clibanornis nem egyetlen faja.

## Rendszerezés
A fajt August von Pelzeln osztrák ornitológus írta le 1859-ben, az Anabates nemben Anabates dendrocolaptoide néven.

## Előfordulása
Argentína északkeleti, Brazília déli és Paraguay délkeleti részén honos. Természetes élőhelyei a szubtrópusi és trópusi síkvidéki és hegyi esőerdők aljnövényzete, valamint nedves cserjések.

## Megjelenése
Testhossza 22 centiméter, testtömege 52–54 gramm.

## Természetvédelmi helyzete
Az elterjedési területe elég nagy, egyedszáma pedig csökken. A Természetvédelmi Világszövetség Vörös listáján mérsékelten fenyegetett fajként szerepel.